# رابرت اوکو
رابرت اوکو (انگلیسی: Robert Ouko; ۲۴ اکتبر ۱۹۴۸ – ۱۸ اوت ۲۰۱۹) دونده اهل کنیا بود.
از افتخارات وی میتوان به کسب مدال طلا ۴×۴۰۰ متر امدادی در بازی‌های المپیک تابستانی ۱۹۷۲ اشاره کرد. 